# Romane Bruneau
Romane Bruneau est une ancienne joueuse de football française née le 27 août 1996 à Angers. Elle a évolué au poste de gardienne de but, notamment au sein du club des Girondins de Bordeaux.

## Carrière
Après une formation dans le club de l'Intrépide d'Angers, elle fait ses débuts en Division 2 avec l'ESOFV La Roche-sur-Yon.
Elle participe à la Coupe du monde U17 en tant que gardienne titulaire. Elle remporte la finale aux tirs au but face à la Corée du Nord. Au cours de cette séance, elle tire en sixième position et marque d'un poteau rentrant. Elle est désignée gant d'or de la compétition.
Elle a participé en 2014 à la Coupe du monde U20 au Canada en tant que remplaçante et y a disputé deux matchs, dont la dernière rencontre pour la troisième place contre la Corée du Nord (victoire 3-2).
Romane rejoint le FCF Juvisy Essonne lors de la saison 2014-2015 après trois ans passés à l'ESOFV La Roche-sur-Yon.
Après un retour à La Roche-sur-Yon, elle signe en 2016 avec le Dijon FCO.
En 2018, elle rejoint les rangs de l'équipe féminine des Girondins de Bordeaux où elle reste quatre saisons et demi, avec un passage de 6 mois au Toulouse FC en 2022.
Elle annonce la fin de sa carrière, minée par des blessures, en septembre 2023.

## Statistiques
| Saison                | Club                   | Championnat           | Championnat | Championnat | Coupe(s) nationale(s) | Coupe(s) nationale(s) | Total | Total |
| Saison                | Club                   | Division              | M.          | B.          | M.                    | B.                    | M.    | B.    |
| 2011-2012             | ESOFV La Roche-sur-Yon | Division 2            | 1           | 0           | -                     | -                     | 1     | 0     |
| 2012-2013             | ESOFV La Roche-sur-Yon | Division 2            | -           | -           | -                     | -                     | 0     | 0     |
| 2013-2014             | ESOFV La Roche-sur-Yon | Division 2            | 14          | 0           | -                     | -                     | 14    | 0     |
| 2014-2015             | FCF Juvisy Essonne     | D1                    | -           | -           | -                     | -                     | 0     | 0     |
| Total sur la carrière | Total sur la carrière  | Total sur la carrière | 15          | 0           | -                     | -                     | 15    | 0     |

## Palmarès
- Vainqueur de la Coupe du monde U17 en 2012
- Gant d'or de la Coupe du monde U17 2012